# Lijst van vogelfamilies
Deze Lijst van vogelfamilies geeft een overzicht van alle 222 vogelfamilies in de wereld waarvan nog minimaal één soort bestaat.

## A
- Acanthisittidae
- Acanthizidae
- Accipitridae
- Acrocephalidae
- Aegithalidae
- Aegithinidae
- Aegothelidae
- Alaudidae
- Alcedinidae
- Alcidae
- Anatidae
- Anhimidae
- Anhingidae
- Anseranatidae
- Apodidae
- Apterygidae
- Aramidae
- Ardeidae
- Artamidae
- Atrichornithidae

## B
- Balaenicipitidae
- Bernieridae
- Bombycillidae
- Brachypteraciidae
- Bucconidae
- Bucerotidae
- Bucorvidae
- Buphagidae
- Burhinidae

## C
- Cacatuidae
- Calcariidae
- Callaeidae
- Campephagidae
- Caprimulgidae
- Cardinalidae
- Cariamidae
- Casuariidae
- Cathartidae
- Certhiidae
- Cettiidae
- Chaetopidae
- Charadriidae
- Chionididae
- Chloropseidae
- Ciconiidae
- Cinclidae
- Cisticolidae
- Climacteridae
- Cnemophilidae
- Coerebidae
- Coliidae
- Columbidae
- Conopophagidae
- Coraciidae
- Corcoracidae
- Corvidae
- Cotingidae
- Cracidae
- Cracticidae
- Cuculidae

## D
- Dasyornithidae
- Dicaeidae
- Dicruridae
- Diomedeidae
- Donacobiidae
- Dromadidae
- Dromaiidae
- Dulidae

## E
- Emberizidae
- Estrildidae
- Eupetidae
- Eurylaimidae
- Eurypygidae

## F
- Falconidae
- Formicariidae
- Fregatidae
- Fringillidae
- Furnariidae

## G
- Galbulidae
- Gaviidae
- Glareolidae
- Grallariidae
- Gruidae

## H
- Haematopodidae
- Heliornithidae
- Hemiprocnidae
- Hirundinidae
- Hydrobatidae
- Hyliotidae
- Hylocitreidae
- Hypocoliidae

## I
- Ibidorhynchidae
- Icteridae
- Indicatoridae
- Irenidae

## J
- Jacanidae

## L
- Laniidae
- Laridae
- Leptosomidae
- Lybiidae

## M
- Machaerirhynchidae
- Malaconotidae
- Maluridae
- Megalaimidae
- Megaluridae
- Megapodiidae
- Melanocharitidae
- Melanopareiidae
- Meliphagidae
- Menuridae
- Meropidae
- Mesitornithidae
- Mimidae
- Mohoidae
- Momotidae
- Monarchidae
- Motacillidae
- Muscicapidae
- Musophagidae

## N
- Nectariniidae
- Neosittidae
- Nicatoridae
- Notiomystidae
- Numididae
- Nyctibiidae

## O
- Odontophoridae
- Opisthocomidae
- Oriolidae
- Orthonychidae
- Otididae

## P
- Pachycephalidae
- Pandionidae
- Panuridae
- Paradisaeidae
- Paramythiidae
- Pardalotidae
- Paridae
- Parulidae
- Passeridae
- Pedionomidae
- Pelecanidae
- Petroicidae
- Peucedramidae
- Phaethontidae
- Phalacrocoracidae
- Phasianidae
- Phoenicopteridae
- Phoeniculidae
- Phylloscopidae
- Picathartidae
- Picidae
- Pipridae
- Pittidae
- Pityriasidae
- Platysteiridae
- Ploceidae
- Pluvianellidae
- Pluvianidae
- Podargidae
- Podicipedidae
- Polioptilidae
- Pomatostomidae
- Prionopidae
- Procellariidae
- Promeropidae
- Prunellidae
- Psittacidae
- Psophiidae
- Psophodidae
- Pteroclididae
- Ptilogonatidae
- Ptilonorhynchidae
- Pycnonotidae

## R
- Rallidae
- Ramphastidae
- Recurvirostridae
- Regulidae
- Remizidae
- Rheidae
- Rhinocryptidae
- Rhipiduridae
- Rhynochetidae
- Rostratulidae

## S
- Sagittariidae
- Sarothruridae
- Scolopacidae
- Scopidae
- Sittidae
- Spheniscidae
- Steatornithidae
- Stenostiridae
- Stercorariidae
- Strigidae
- Strigopidae
- Struthionidae
- Sturnidae
- Sulidae
- Sylviidae

## T
- Tephrodornithidae
- Thamnophilidae
- Thinocoridae
- Thraupidae
- Threskiornithidae
- Tichodromidae
- Timaliidae
- Tinamidae
- Tityridae
- Todidae
- Trochilidae
- Troglodytidae
- Trogonidae
- Turdidae
- Turnicidae
- Tyrannidae
- Tytonidae

## U
- Upupidae
- Urocynchramidae

## V
- Vangidae
- Viduidae
- Vireonidae

## Z
- Zosteropidae